# Jack Rowley
John "Jack" Frederick Rowley (7 de outubro de 1920 – 28 de junho de 1998) foi um jogador de futebol inglês que jogou como atacante da década de 1930 até a década de 1950. Ele é lembrado principalmente por seu período de 17 anos com o Manchester United.
Ele foi apelidado de "O Artilheiro" por ter feito 211 gols em 424 partidas pelo United.

## Carreira
Rowley começou sua carreira profissional em 1935 no Wolverhampton Wanderers, embora nunca tenha encontrado um lugar no primeiro time. Em 1937, ele se mudou para o Bournemouth, marcando 10 gols em seus primeiros 11 jogos. 
Seu talento logo chamou a atenção de clubes maiores e Rowley foi comprado oito meses depois pelo Manchester United por £3,000. Ainda apenas 17 anos, sua estréia pelo clube veio em 23 de outubro de 1937 contra o Sheffield Wednesday. Em seu segundo jogo, ele marcou quatro gols contra o  Swansea. Quando o futebol profissional foi suspenso devido à eclosão da  II Guerra Mundial, em setembro de 1939, ele havia jogado 58 vezes pelo United, marcando 18 gols e ajudando a ganhar a promoção de volta à Primeira Divisão em sua primeira temporada.
Ele se tornou um centro-atacante altamente eficaz na equipe titular do United sob comando de Matt Busby. Ele fez parte da equipe que conquistou a Taça de Inglaterra em 1948, marcando dois gols na final  Ele se tornou um dos poucos jogadores do clube a marcar cinco gols em um único jogo, quando em fevereiro de 1949 marcou cinco gols em uma vitória por 8-0 sobre o Yeovil Town em um jogo da Taça de Inglaterra.
Rowley é um dos únicos quatro jogadores na história do Manchester United a marcar mais de 200 gols pelo clube, sendo os outros: Bobby Charlton, Denis Law e Wayne Rooney. Ele deixou o clube em 1955 para se tornar um jogador-treinador do Plymouth Argyle.
Mais tarde, ele passou a treinar o Oldham Athletic, ganhando a promoção para a Terceira Divisão em 1963. De lá, ele foi para o Ajax na temporada 1963-1964, antes de retornar à Grã-Bretanha para treinar o Wrexham e o Bradford, seguido por uma segunda passagem pelo Oldham, onde terminou sua carreira de treinador em dezembro de 1969.
Rowley também jogou seis vezes pela Seleção Inglesa, marcando seis gols, quatro dos quais contra a Irlanda do Norte em 16 de novembro de 1949....
Rowley, morreu em junho de 1998, aos 77 anos de idade.

## Estatísticas

### Jogador
| Clube                           | Temporadas | Liga | Liga  | Copa | Copa  | Outros | Outros | Total | Total |
| Clube                           | Temporadas | Apps | Goals | Apps | Goals | Apps   | Goals  | Apps  | Goals |
| ------------------------------- | ---------- | ---- | ----- | ---- | ----- | ------ | ------ | ----- | ----- |
| Bournemouth & Boscombe Athletic | 1936–37    |      |       |      |       |        |        |       |       |
| Bournemouth & Boscombe Athletic | 1937–38    |      |       |      |       |        |        |       |       |
| Bournemouth & Boscombe Athletic | Total      | 22   | 12    | 22   | 12    |        |        |       |       |
| Manchester United               | 1937–38    | 29   | 9     | 4    | 0     | 0      | 0      | 29    | 9     |
| Manchester United               | 1938–39    | 38   | 10    | 1    | 0     | 0      | 0      | 39    | 10    |
| Manchester United               | 1945–46    | 0    | 0     | 4    | 2     | 0      | 0      | 4     | 2     |
| Manchester United               | 1946–47    | 37   | 26    | 2    | 2     | 0      | 0      | 39    | 28    |
| Manchester United               | 1947–48    | 39   | 23    | 6    | 5     | 0      | 0      | 45    | 28    |
| Manchester United               | 1948–49    | 39   | 20    | 8    | 9     | 1      | 1      | 48    | 30    |
| Manchester United               | 1949–50    | 39   | 20    | 5    | 3     | 0      | 0      | 44    | 23    |
| Manchester United               | 1950–51    | 39   | 14    | 3    | 1     | 0      | 0      | 42    | 15    |
| Manchester United               | 1951–52    | 40   | 30    | 1    | 0     | 0      | 0      | 41    | 30    |
| Manchester United               | 1952–53    | 26   | 11    | 4    | 3     | 1      | 2      | 31    | 16    |
| Manchester United               | 1953–54    | 36   | 12    | 1    | 0     | 0      | 0      | 37    | 12    |
| Manchester United               | 1954–55    | 22   | 7     | 3    | 1     | 0      | 0      | 25    | 8     |
| Manchester United               | Total      | 380  | 182   | 42   | 26    | 2      | 3      | 424   | 211   |
| Plymouth Argyle                 | 1954–55    | 13   | 2     | 0    | 0     | 0      | 0      | 13    | 2     |
| Plymouth Argyle                 | 1955–56    | 16   | 6     | 0    | 0     | 0      | 0      | 16    | 6     |
| Plymouth Argyle                 | 1956–57    | 27   | 6     | 2    | 1     | 0      | 0      | 29    | 7     |
| Plymouth Argyle                 | Total      | 56   | 14    | 2    | 1     | 0      | 0      | 58    | 15    |
| Total                           | Total      | 458  | 208   | 44   | 27    | 2      | 3      | 504   | 238   |

### Treinador
| Time                 | País          | De             | Até           | Retrospecto | Retrospecto | Retrospecto | Retrospecto | Retrospecto |
| Time                 | País          | De             | Até           | J           | V           | E           | D           | %           |
| -------------------- | ------------- | -------------- | ------------- | ----------- | ----------- | ----------- | ----------- | ----------- |
| Plymouth Argyle      | Inglaterra    | Fevereiro 1955 | Março 1960    | 238         | 93          | 52          | 93          | 39.08       |
| Oldham Athletic      | Inglaterra    | Julho 1960     | Maio 1963     | 151         | 66          | 33          | 52          | 43.71       |
| Ajax                 | Países Baixos | 1963           | 1964          |             |             |             |             |             |
| Wrexham              | País de Gales | Janeiro 1966   | Abril 1967    | 58          | 19          | 22          | 17          | 32.76       |
| Bradford Park Avenue | Inglaterra    | Março 1967     | Setembro 1968 |             |             |             |             |             |
| Oldham Athletic      | Inglaterra    | Outubro 1968   | Dezembro 1969 | 57          | 16          | 14          | 27          | 28.07       |